# Jardim Olinda
Jardim Olinda, amtlich portugiesisch Município de Jardim Olinda, ist eine landwirtschaftliche Gemeinde im brasilianischen Bundesstaat Paraná. Es hat 1.343 Einwohner (2022), die Jardinolindenser genannt werden und auf einer Gemeindefläche von rund 128,5 km² leben. Es liegt am Rio Paranapanema in Nordparaná und bildet eine Grenze zum Bundesstaat São Paulo. Sie steht an vorletzter Stelle der 399 Munizipien des Bundesstaates. Die Entfernung zur Hauptstadt Curitiba beträgt 561 km. Auf seinem Gebiet befindet sich mit dem Wasserfall Cachoeira do Saran Grande der nördlichste Punkt des Staates.

## Etymologie
Der Name des Anwesens ist eine Anspielung auf die Frau eines der Gründer des Ortes namens Olinda. Der Begriff Jardim (Garten) wurde hinzugefügt, um sie von der Stadt Olinda bei Recife in Pernambuco zu unterscheiden.

## Geschichte

### Urbevölkerung
Vor Ankunft von Spaniern und Portugiesen beherrschten die Xetá-Indianer, ein Tupi-Guarani-Stamm, die nordwestliche Paraná-Region. Sie sind heute fast ausgestorben. Ende des 20. Jahrhunderts gab es nur noch acht Überlebende. Ab 1554 existierten in den Becken der Flüsse Paranapanema, Ivaí, Tibaji, Piquiri und Paraná bereits die Städte der Republik Guairá und die „Reduktionen“ wie zum Beispiel die Jesuitenreduktion Nossa Senhora do Loreto im Nachbarmunizip Itaguajé. Die Bandeirantes begannen ab 1602, Einstiege in den Sertão guairenho über Indianerpfade, Flüsse und die steilen Picadas des Hinterlandes zu schaffen. Aus der Anfangszeit stammt die Erkundung der ersten Wege wie beispielsweise des Peabiru-Wegs. Um 1631 zerstörten Bandeirantes die Reduktionen und verschleppten oder vertrieben die Bewohner.

### Zeit der Bedeutungslosigkeit
Nordparaná war von da an während fast vier Jahrhunderten vergessen und verlassen und wurde nur von Reisenden, Bandeirantes, europäischen Entdeckern und Truppen besucht. Immer wieder drangen sowohl paraguayische als auch brasilianische Truppen in die Region ein. Mit dem Vertrag von Santo Ildefonso wurde das Gebiet 1777 Portugal übereignet. Bis dahin hatte es offiziell zu Paraguai gehört. Da das Land ohne Gold, Edelsteine oder andere Bodenschätze keinen wirtschaftlichen Nutzen versprach, war das Interesse an seiner Erforschung gering. Erst 1810 genehmigte König Johann VI. die Vergabe von Sesmarien (Lehen) im Hinterland von Paraná.

### Erschließung durch Juca Prado und Beginn der Wiederbesiedlung
Am 2. September 1952 verkaufte der Gouverneur des Staates Paraná Ländereien des Distrikts Paranavaí an José de Almeida Leme do Prado Neto (Juca Prado). Diese waren im Norden durch den Paranapanema, im Osten durch den Pirapó und im Süden und Westen durch willkürliche Linien vom Besitz der Companhia Melhoramentos Norte do Paraná abgegrenzt. Der Stadtplan von Jardim Olinda wurde von Kleber Gonçalves Palhano ausgearbeitet. Im Jahr 1958 verlegte Juca Prado seinen Wohnsitz nach Jardim Olinda, gründete die Fazenda Pau D’ alho, und motivierte viele Bewohner von Jaú im Staat São Paulo, den Anbau von Kaffee und Getreide aufzunehmen.

### Entstehung der politischen Gemeinde
Durch das Gesetz Nr. 99 vom 22. November 1960 wurde der zur Gemeinde Paranacity gehörende Verwaltungsbezirk Distrito de Jardim Olinda gegründet. Durch das Staatsgesetz Nr. 4.844 vom 6. März 1964 erhielten Dorf und Distrikt die selbständigen Stadtrechte. Die Emanzipation erfolgte zum 11. Dezember 1964.

## Geographie

### Lage
Das Gemeindegebiet liegt auf dem dritten paranaischen Hochplateau (Terceiro Planalto Paranaense) an der Ostbesiedlungsgrenze des Norte Novíssimo.

### Vegetation und Klima
Das Biom ist Mata Atlântica. Es herrscht subtropisches (Cfa) Klima.

### Gewässer
Jardim Olinda liegt an der Mündung des Pirapó in den Paranapanema. Vier Kilometer oberhalb liegt die zweitgrößte Talsperre am Paranapanema: das Wasserkraftwerk Taquaruçu ist seit 1994 in Betrieb, es leistet mit fünf Turbinen bis zu 525 MW.

### Straßen
Jardim Olinda ist von Süden her über die PR-464 erreichbar. Mangels Brücken gibt es keine direkten Straßenverbindungen nach Osten oder in den Staat São Paulo.
Durch Jardim Olinda verlief seit vorkolumbischen Zeiten eine Nebenstrecke des Peabiru-Wegs vom Atlantik nach Peru. Diese ging vom Mittellauf des Paranapanema bei Jardim Olinda in südwestlicher Richtung nach Santa Catarina und durchquerte die Gebiete von Paranapoema und Paranacity. Nach der Zerstörung der Reduktionen, die die Jesuiten am Paranapanema zum Schutz der Ureinwohner eingerichtet hatten, geriet der Weg in Vergessenheit.

### Nachbarmunizipien
| Teodoro Sampaio | Mirante do Paranapanema                     | Sandovalina |
|                 | Kompassrose, die auf Nachbargemeinden zeigt | Itaguajé    |
| Paranapoema     |                                             |             |

## Bevölkerungsentwicklung
Zum 18. Juli 1976 war ein „Schwarzer Frost“ aufgetreten, die geada negra, der die gesamten Kaffeepflanzungen in Paraná vernichtete, zwei Drittel der Landbevölkerung flüchtete in die Stadtregion oder zog weg. Auf den Ortskern konzentrierten sich 2010 etwa 71 % der Bevölkerung, 29 % lebten im ländlichen Bereich innerhalb der 129 km² Gemeindefläche.
| Jahr | Einwohner | Stadt | Land  |
| ---- | --------- | ----- | ----- |
| 1950 |           |       |       |
| 1960 |           |       |       |
| 1970 | 2.415     | 765   | 1.650 |
| 1980 | 1.306     | 701   | 605   |
| 1991 | 1.405     | 1.041 | 364   |
| 2000 | 1.523     | 996   | 527   |
| 2010 | 1.409     | 1.001 | 408   |
| 2022 | 1.343     | ?     | ?     |

Quelle: IBGE (2011) und Volkszählung 2022